# Ostracotheres tomentipes
Ostracotheres tomentipes is een krabbensoort uit de familie van de Pinnotheridae. De wetenschappelijke naam van de soort is voor het eerst geldig gepubliceerd in 1994 door Takeda & Konishi.